# Antonio Maria Bettanini
Antonio Maria Bettanini (Padova, 20 giugno 1884 – Padova, 23 novembre 1964) è stato un giurista, storico e presbitero italiano.

## Biografia
Nato a Padova, conseguì qui la laurea in giurisprudenza nel 1907. Divenuto sacerdote nel 1909, si trasferì a Roma, dove continuò gli studi di teologia laureandosi in diritto canonico presso l'Università pontificia di Sant'Apollinare. Ottenuta poi nel 1915 la docenza in diritto internazionale, insegnò tale materia per circa un ventennio nell'Università Cattolica di Milano, ai quali regolamenti e statuti contribuì insieme ad Agostino Gemelli.
Nel 1942 divenne professore ordinario di storia dei trattati all'Università di Padova, nella facoltà di scienze politiche, della quale divenne anche preside dal 1948 al 1959.
Tra i suoi scritti, si occupò principalmente di storia dei trattati, dei concordati e di storia diplomatica.

## Opere
- Il fondamento giuridico della diplomazia pontificia, Tipografia dell'Unione Cooperativa, 1908.
- Note di cerimoniale diplomatico, Società editrice "Vita e Pensiero", 1927.
- Appunti di storia delle relazioni, Cedam, 1928.
- Lezioni di storia delle relazioni internazionali, Padova, Cedam, 1º gennaio 1929.
- Lo stile diplomatico: Propedeutica allo studio della diplomazia, Società editrice "Vita e Pensiero", 1930.
- Il Concordato di Toscana. 25 aprile 1851., Milano, Vita e pensiero, 1º gennaio 1933.
- I trattati di pace e l'eredità della guerra, in Vita e Pensiero - 1932 - 9-10, Milano, Vita e Pensiero.
- La piccola intesa, Pontificia Università Gregoriana, 1936.
- Problemi e orientamenti di politica internazionale, Società editrice "Vita e Pensiero", 1937.
- I Concordati dell'età dell'assolutismo, Società editrice "Vita e Pensiero", 1939.
- Studi di storia dei trattati e politica internazionale, Cedam, 1939.
- Arte e metodi in una pagina di diplomazia del seicento, Società editrice "Vita e Pensiero", 1940.
- Introduzione allo studio della storia dei trattati, Cedam, 1944.
- Benedetto XIV e la Repubblica di Venezia. Storia delle trattative diplomatiche per la difesa dei diritti giurisdizionali ecclesiastici. Decreto veneto 7 settembre 1754, Padova, Università di Padova, 1966.